# Episodi di Capitan Onedin (seconda stagione)
La seconda stagione della serie televisiva Capitan Onedin è stata trasmessa in anteprima nel Regno Unito dalla BBC One tra il 17 settembre 1972 e il 31 dicembre 1972.
| nº | Titolo originale     | Titolo italiano | Prima TV UK       | Prima TV Italia |
| -- | -------------------- | --------------- | ----------------- | --------------- |
| 1  | The Hard Case        |                 | 17 settembre 1972 |                 |
| 2  | Pound and Pint       |                 | 24 settembre 1972 |                 |
| 3  | A Woman Alone        |                 | 1º ottobre 1972   |                 |
| 4  | Fetch and Carry      |                 | 8 ottobre 1972    |                 |
| 5  | Yellow Jack          |                 | 15 ottobre 1972   |                 |
| 6  | Survivor             |                 | 22 ottobre 1972   |                 |
| 7  | Coffin Ship          |                 | 29 ottobre 1972   |                 |
| 8  | 'Frisco Bound        |                 | 12 novembre 1972  |                 |
| 9  | Beyond the Upper Sea |                 | 19 novembre 1972  |                 |
| 10 | An Inch of Candle    |                 | 26 novembre 1972  |                 |
| 11 | Goodbye, Goodbye     |                 | 3 dicembre 1972   |                 |
| 12 | Bloody Week          |                 | 10 dicembre 1972  |                 |
| 13 | The Challenge        |                 | 1972              |                 |
| 14 | Race for Power       |                 | 31 dicembre 1972  |                 |